# Il ritorno del dottor X
Il ritorno del dottor X (The Return of Doctor X) è un film del 1939 diretto da Vincent Sherman.
È un film horror fantascientifico statunitense con Humphrey Bogart, Rosemary Lane e Wayne Morris. È basato sul racconto breve The Doctor's Secret di William J. Makin pubblicato sul Detective Fiction Weekly il 30 luglio 1938. Nonostante il titolo, Il ritorno del dottor X non è correlato con Il dottor X (Doctor X) del 1932.

## Produzione
Il film, diretto da Vincent Sherman su una sceneggiatura di Lee Katz e un soggetto di William J. Makin (autore del racconto breve), fu prodotto da Bryan Foy per la Warner Bros. e girato nei Warner Brothers Burbank Studios a Burbank, California, dal 24 maggio 1939. Il film doveva originariamente essere interpretato da Boris Karloff ma questi dovette rinunciare per altri impegni.

## Distribuzione
Il film fu distribuito con il titolo The Return of Doctor X negli Stati Uniti dal 2 dicembre 1939 (première a New York il 23 novembre) al cinema dalla Warner Bros.
Altre distribuzioni:
- in Danimarca il 13 aprile 1940 (Dr. X vender tilbage)
- in Svezia il 19 aprile 1940 (Doktor X kommer tillbaka)
- in Messico il 9 agosto 1940 (El regreso del doctor X)
- in Portogallo il 3 giugno 1943
- in Francia il 25 maggio 1945 (Le retour du docteur X)
- in Germania Ovest il 10 ottobre 1970 (Das zweite Leben des Dr. X, in TV)
- in Brasile (A Volta do Dr. X e A Volta do Doutor X)
- in Austria (Die Rückkehr des Dr. X)
- in Spagna (El regreso del Doctor X)
- in Venezuela (El regreso del Doctor X)
- in Grecia (I epistrofi tou dros X)
- in Italia (Il ritorno del dottor X)

## Critica
Secondo il Morandini il film è un "apoteosi del Kitsch" con un Bogart "impastato di trucco".
Secondo Fantafilm il film è un "falso sequel di Doctor X del 1932" e l'unica nota di rilievo sarebbe rappresentata dalla presenza di Bogart nel ruolo del pazzo assistente di laboratorio assetato di sangue, un ruolo a quei tempi tipico di attori di genere quali Karloff o Lugosi.
Anche secondo Leonard Maltin il film, una storia di fantascienza a basso budget, merita la visione solo per la presenza di Bogart.

## Promozione
Le tagline sono:
- HE ROSE FROM THE DEAD...TO HAUNT THE LIVING!!!
- He lives to kill and kills to live!